# Šarplaninec
Šarplaninec (makedonsko Шарпланинец, srbska cirilica Шарпланинац, albansko Qeni i Sharrit), prej znan tudi kot ilirski ovčar (makedonsko in srbsko Илирски Овчар, albansko Deltari Ilir), je pasja pasma tipa skrbnik živine. Ime je dobil po gorovju Šar planina, gorskem območju na Balkanu, ki se razteza od severozahodnega dela Severne Makedonije do Kosova in do severovzhodne Albanije. V osmanskih časih so psi te pasme poletje preživeli na območju Šar planine, pozimi pa v Tesaliji, odvisno od potreb ovac, ki jih uporabljali za njihovo zaščito.

## Ime
Pasma psov je poimenovana po Šar planini. Fédération Cynologique Internationale (1980) ga imenujejo jugoslovanski ovčar, albanski planinski pes in šarplaninec. Pasma je bila prvotno standardizirana s strani Jugoslovanske kinološke zveze (Jugoslovenski kinološki savez, JKS) in priznana kot jugoslovanska pasma z dvema vrstama s strani Fédération Cynologique Internationale (FCI) leta 1939 pod oznako Ilirski ovčar (Illyrian Shepherd Dog), FCI-Standard N° 41. Kraški ovčar in Šarplaninec sta veljala za tip A in B pasme. Leta 1957 je Generalna skupščina F.C.I. sprejel predlog, ki ga je predlagala Jugoslovanska kinološka zveza za spremembo imena pasme v jugoslovanski ovčarski pes šarplaninec (Yugoslavian Shepherd Dog Sharplanina), in to je uradno ime pasme. Leta 1968 je bil tip B priznan kot samostojna pasma pod oznako kraški ovčar (Karst Shepherd Dog). Pasma je bila prej znana kot ilirski ovčar (cirilica Илирски овчар, Illyrian Shepherd Dog) preden je bila preimenovana leta 1957.

## Izvor
Ta pasma in njen izvor sta povezana s pogorjem Šar planina v severni Makedoniji, na Kosovu in v Albaniji, zato je tudi dobila ime. Zato ga nekateri viri opisujejo kot pasmo severne Makedonije in Kosova. Po razpadu Jugoslavije je Fédération Cynologique Internationale Makedonijo in Srbijo priznala kot državi izvora. 
Njegovo izvorno in gensko središče se nahaja na Šar planini in širšem območju, kjer je tradicionalno zaščitil črede šarske pramenke pred volkovi in rjavimi medvedi. Menijo, da je v preteklosti dosegel osrednji del Balkanskega polotoka med številnimi selitvami živine iz Male Azije in Kavkaza, kjer je še vedno veliko sorodnih psov. V poletnih mesecih so se govedorejci iz župnij Sredacka, Sirinićka in Goranska pridružili svojim čredam in dostopali na višjih gorskih pašnikov, medtem ko so kot čuvaje, odvisno od števila čred, s seboj vzeli od 5 do kar 20 šarplanincev. Sčasoma so volkovi razvili taktiko tako, da so izstopili iz tropa enega ali dveh volkov, da bi odvlekli pse čuvaje, medtem ko je preostali trop pod vodstvom alfa samca napadel čredo. V takih okoliščinah so bili najboljši psi čuvaji tisti, ki se niso ločili od črede in so poslušali samo ukaze pastirjev. Prvič je bil prikazan na kinološki razstavi v Ljubljani leta 1926. Po vzoru drugih vojsk na svetu se je v Jugoslovanski armadi pojavila potreba po službenem psu. Po izboru med številnimi ovčarji v Jugoslaviji je bil Šarplaninec uvrščen v ožji izbor. V vojski so ga prvič uporabili kot službenega psa leta 1928, nadaljnje delo pa je ocenilo, da gre za perspektivnega psa. Je ena prvih registriranih pasem psov na svetu. V FCI je bila registrirana leta 1939 pod uradnim imenom "Ilirski ovčar" in serijsko številko # 041. Obstajali so ilirski pastirji tipa A in tipa B.
Po drugi svetovni vojni so bile narejene primerjave obeh tipov, po katerih so bile zabeležene razlike, kot so med drugim razlike v višini. Višji tip je prišel s Šar planine in nižji s kraške planote. V 1950-ih je Jugoslovanski kinološki klub Mednarodnemu kinološkemu klubu priporočil, da loči ti dve vrsti kot dve ločeni pasmi. Od leta 1957 je šarplaninski ovčar dobil novo uradno ime, ki velja še danes jugoslovanski ovčar-šarplaninec, leta 1969 pa je bil kraški ovčar registriran kot samostojna pasma. Od takrat sta se dve vrsti ilirskega ovčarja razvili neodvisno druga od druge. Jugoslovanske ovčarje so v JLA uporabljali kot službene pse. Vojaški centri za šolanje psov in psov vodnikov so zelo prispevali k popularizaciji, ohranjanju in razvoju pasme. Dolgo časa je bil izvoz šarplanincev iz Jugoslavije prepovedan. V tujino so jih prvič izvozili leta 1970. Danes lahko te pse najdemo v ZDA, Franciji, Kanadi itd. Najpogostejši so v državah nekdanje Jugoslavije. Trenutni standard šarplaninca je FCI odobril leta 1970, velik prispevek k standardizaciji pa je prispeval prof. dr. Slobodan Pavlović iz Jugoslovanske kinološke zveze. Obstaja 8 vrst jugoslovanskih ovčarjev, in sicer: Murdž, Karabaš, Merdžan, Tigrast, Medov, Zelenduh, Zlatan in Karaman.
Ena izmed morda najbolj zanimivih vrst jugoslovanskega ovčarja je Zlatan, ki je največji in najvišji, kjer je višina grebena pri samcih od 90 do 100 cm. Daleč najslabši pes čuvaj je popolnoma miroljuben, neagresiven do psov in ljudi, medtem ko obožuje otroke. Njegova dlaka je dolga, zlato rumena do bakrena, brez temne maske na glavi, rep pa skoraj ni dvignjen. Menijo, da Zlatan v preteklosti ni bil pastir, temveč »aristokratskega« porekla. Grki trdijo, da je bil to dvorni pes Aleksandra Velikega in da so bili na dvoru cesarja Dušana. Je na robu izumrtja.

## Značilnosti
Šarplaninec je velik, močan, skladno grajen in robusten pes. Telo je nekoliko daljše od višine v grebenu, sprednje noge pa predstavljajo približno 55 % višine. Glava je velika, dolga okoli 25 cm, a sorazmerna telesu, s temnimi ali svetlo kostanjevimi očmi. Ušesa so trikotna in nalegajo na glavo, nos je širok, proti vrhu nežno zožen in črn. Nozdrvi so pravilne in široke. Vrat ima srednje dolg, a je zaradi goste dlake in bujnega krzna videti krajši in širši. Hrbet je raven in širok, zgornja stran je malo dvignjena. Šape so močne in široke, s črnimi nohti.
Velikost je precej nad povprečjem in z debelo, dolgo, precej grobo dlako. V skladu s standardno pasmo FCI bi morali samci tehtati med 35 in 45 kilogrami, samice pa so nekoliko lažje in tehtajo od približno 30 do 40 kilogramov. Povprečna višina je za samce je 62 cm, za samice pa 58 centimetrov.
Dlaka je gosta, dolga približno 10 cm in je lahko groba ali gladka. Rep je mišičast in se zvija navzgor.
Vsi šarplaninci so enobarvni: srnje rjavi, železno sivi, beli ali skoraj črni; po navadi sobolje barve ali sivi s temnejšimi progami na glavi in hrbtu, podlanka je bolj bleda. Ni nujno, da je barva popolnoma enakomerna in večina šarplanincev ima več različnih odtenkov iste barve, ki bledijo druga v drugo. Med čistopasemskimi vrstami ni dvobarvnih in ni enakomerno črnih psov, vendar obstajajo osebki nenavadne barve. Na dlaki psi ne smejo imeti velikih belih lis.
Je izredno zdrav in vzdržljiv pes. Še posebej v težkih razmerah, ki prevladujejo na višjih nadmorskih višinah. Ne prenaša vročine, sončnega vremena in dolgih potovanj.
Je zelo inteligenten pes. Sposoben sam sprejemati pravilne odločitve, kar je pogosto krivično kritizirano kot trmo in ob takih priložnostih mu je treba dovoliti, da se zateče v senco. Zelo dobro prenaša mraz in pravzaprav je to njegov naravni ambient. Rad se prosto giblje po posesti, ki jo brani in zato ni pes, ki bi bil zadovoljen v stanovanju ali pasji hišici. Z otroki je zelo nežen in jim bo dovolil marsikaj, čeprav se zaveda svojih prednosti v fizični moči.
V obdobju razvoja psička (do približno 12-15 mesecev) je treba strogo paziti, da je prehrana uravnotežena in bogata z vsemi snovmi, ki jih potrebuje, sicer turbulenten razvoj. V tem obdobju mu je treba prihraniti tudi večje napore in mu dati čim več igre in počitka, da se v fizičnem in čustvenem smislu čim bolj razvije. Kot vse velike pasme psov tudi pozno dozori, tako da je popolnoma oblikovan šele pri dveh letih. Vse opustitve, ki so narejene, zlasti glede vzgoje, je zelo težko odpraviti in vloženo ljubezen in potrpljenje povrne z neomejeno predanostjo. Ni ga treba usposobiti za stražarja, ker šarplaninec to nosi v svojih genih. Nevarnost intuitivno prepozna in se zaveda svoje fizične moči, brezkompromisno ji nasprotuje. Na svojem ozemlju ne prenaša vsiljivcev. S svojim videzom in odnosom večinoma odvrača tujce in če to ni dovolj, potem svoje ozemlje brani z nasilnim napadom, ki mu sledi opozorilo. Je zelo plemenit, vendar svojo lastnost skriva pred tujci, medtem ko jo z veseljem pokaže svoji družini. Je občutljiv in s svojim vedenjem komunicira z družino. Ima prevladujoč značaj, vendar sprejema prevlado gospodinjstva. Zato je zelo pomembno, da se že od malih nog pravilno izobražujemo in ne popustimo.

### Delovno življenje
Psi te pasme preživijo poletje na območju Šar planine, zimo pa v Tesaliji v Grčiji, odvisno od potreb ovac, ki jih uporabljajo za zaščito. 
Je izjemen varuh, kar je del njegovega instinkta. Pogumen in odločen. Zvest je svojemu gospodarju in družini, s katero živi. Nezaupljiv do tujcev, vendar osebe ne napada brez razloga. Stoletja se uporablja kot zaščitnik črede.

## Prepoved
Šarplaninec je na seznamu prepovedanih pasem psov na Danskem. Na danskem seznamu je 13 pasem, za kontroverzne pa velja kritika lastnikov psov in več političnih strank, ker osem od 13 pasem nima poročil o nobenem incidentu. Med osmimi je šarplaninec.